# Vijfwegen
Vijfwegen is een gehucht in de Belgische provincie West-Vlaanderen. Het ligt op de grens van de gemeenten Staden en Langemark-Poelkapelle en telt een 200-tal inwoners en een 300-tal asielzoekers. Op loopafstand ten noordwesten van de plaats ligt het Bos van Houthulst.
Het gehucht ligt op een kruising van vijf wegen, namelijk de kruising van de Ieperstraat, de Rekestraat, de Sint-Elooistraat, de Langemarkstraat en de Kampstraat.

## Geschiedenis
Tot 1908 stond op de vijfsprong de Vijfwegenmolen. 
In 1874 werd er een wijkschooltje opgericht voor de zusters Maricolen van Staden. Het gehucht werd in de Eerste Wereldoorlog verwoest. Het gehucht werd in 1946 een afzonderlijke parochie en overlapte delen van de toenmalige gemeenten Poelkapelle, Staden en Westrozebeke. Een noodkerkje en -pastorie werden er in 1947 opgericht. In 1951 werd dan de pastorie opgetrokken.

## Bezienswaardigheden
- De Sint-Eligiuskerk werd in 1959 gebouwd.
- Het stationsgebouw Vijfwegen (voormalig station Westrozebeke) werd in 1992 gerestaureerd en is een gemeenschapscentrum.

## Natuur en landschap
Vijfwegen ligt in Zandlemig Vlaanderen op een hoogte van ongeveer 22 meter. Ten noorden van Vijfwegen ligt het Vrijbos en in het zuiden stroomt de Broenbeek.

## Nabijgelegen kernen
Houthulst, Staden, Westrozebeke, Poelkapelle, Madonna